# Искусство или смерть

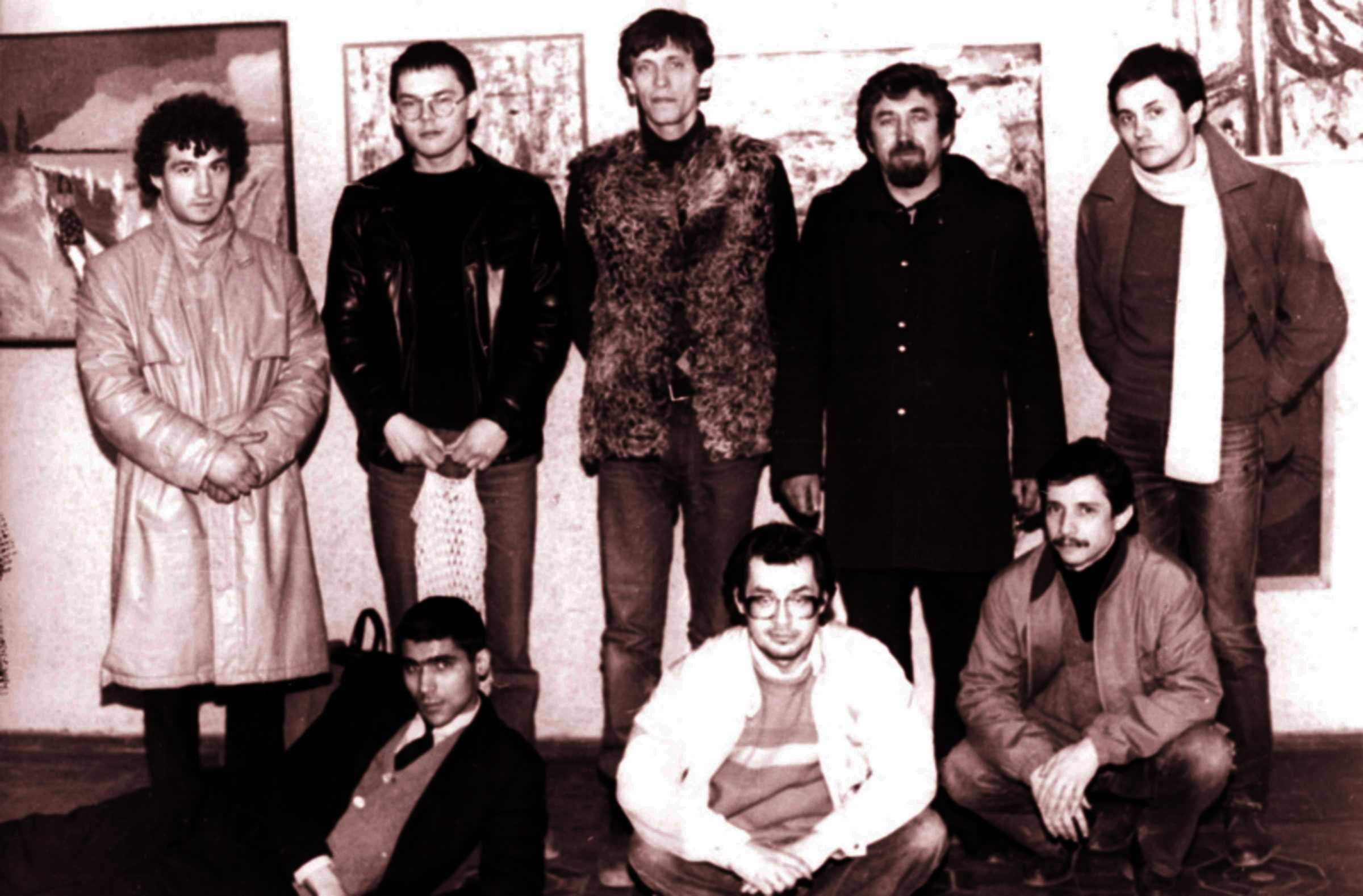
«Однодневная выставка», Таганрог, ДК з-да «Прибой», 1988. Стоят (слева направо): А. Кузменко, В. Слепченко, Н. Константинов, А. Токарев, Ю. Шабельников. Сидят: А. Тер-Оганьян, Ю. Палайчев, А. Кисляков.

«Искусство или смерть»  (первоначально, в 1987—1988 гг., — Группа «ЖУПЕЛ») — товарищество (арт-группа) ростовских (Ростов-на-Дону) и таганрогских художников, основанное А. С. Тер-Оганьяном в сентябре 1988 года. Одно из самых ярких художественных объединений перестроечных лет.

## История
Первоначальное название товарищества «Искусство или смерть» — Группа «ЖУПЕЛ» (1987—1988).
«Однажды в художественных мастерских на Университетском у Валерия Ивановича Кульченко был праздник. Принесли два рюкзака „Алазанской долины“ и стали её пить.
Вася Слепченко захотел показать всем кружочки от банок на своей спине. Он порвал рубашку, потом майку и показал. Праздник продолжался. Время от времени кто-нибудь кричал: „Кружочки!“, и Вася показывал.
Было очень весело. Звонили в колокол, бросали с этажа гирю. Юрий Леонидович Шабельников пел красивым голосом казачьи песни, а старый Валерий Иванович Кульченко стоял перед ним на коленях и плакал» — Максим Белозор, «Волшебная страна».
Происходило это в 1988 и именно на этой пьянке и было провозглашено создание Товарищества художников «Искусство или смерть». И когда всей компанией пошли «на яму» за очередной порцией «Алазанской долины», поход этот сопровождался чем-то типа пионерской речовки, когда Тер-Оганьян выкрикивал:
— Искусство!
А ему хором отвечали:
— Или смерть!
Бо́льшая часть входящих в Товарищество «Искусство или смерть» художников являлась студентами или выпускниками Ростовского художественного училища им. М. Б. Грекова.
Первая официальная выставка художников, вошедших в товарищество, а также к ним примкнувших состоялась 19 марта 1988 года в Таганроге в ДК завода «Прибой», т. н. «Однодневная выставка». В арт-среде художников, музыкантов, литераторов, обитавших рядом с товариществом, материализовалась легендарная ростовская группа «Пекин Роу-Роу» (лидер и основная движущая сила — Сергей Тимофеев).
Осенью 1988 года основные участники группы перебрались в Москву, где до 1991 года продолжали выступать под этим названием. Постепенно ядро московской группы перестало использовать название «Искусство или смерть» для собственной идентификации — группа прекратила своё существование.
В 1991 г. А.Тер-Оганьян возглавил основанную им же арт-галерею (сквот) в Трёхпрудном переулке, где активно выставлялись и все основные фигуранты товарищества «Искусство или смерть».
В сентябре 2006 года в Музее современного изобразительного искусства на Дмитровской (Ростов-на-Дону) состоялась выставка «Искусство или смерть. Двадцать лет спустя». Участники — Валерий Кошляков, Авдей Тер-Оганьян, Юрий Шабельников, Александр Сигутин.

Примечательный факт: за «отчётные» 20 лет православный фундаментализм в южно-российском формате окреп до такой степени, что данная выставка спровоцировала в Ростове-на-Дону реакцию, несоизмеримую с реакцией города на выходки художников в 80-х годах прошлого столетия. Сигутин был избит, в адрес музея поступали угрозы со стороны местных руководителей церкви, несколько работ пришлось снять с экспозиции, дабы избежать провокаций со стороны агрессивно настроенных ортодоксов.
В сентябре 2009 года в Государственном музее современного искусства Российской академии художеств в рамках 3-й московской биеннале современного искусства состоялась ретроспективная выставка «Товарищество „Искусство или смерть“».

## Цитаты
То, что они делали в Ростове в конце 1980-х, было в духе времени: так писали в Италии „трансавангардисты“, так писали в Германии „новые дикие“, так писали в Ленинграде „новые художники“. Их панковский драйв вкупе с перестроечным попустительством властей пробивал все стены — вскоре они уже выставлялись в областном Музее изобразительных искусств. После чего отправились покорять Москву, влившись наряду с киевлянами и одесситами в накрывшую её в начале 1990-х „южнорусскую волну“.А. Толстова, «Коммерсантъ», 2009
Возьмем теперь «Искусство или смерть». Тут у нас, правда, с Тер-Оганяном были разные цели. Я хотел альтернативу выстроить, а он считал, что надо примкнуть к единому мировому искусству, войти в него. Цель выполнена: вошел, растворился, стал одним из деятелей мирового искусства, чем сейчас недоволен. Говорит, все прогнило, надо выстраивать альтернативу. Только её надо было в 88-м году начинать выстраивать. Не понимали, думали, что это у нас все плохо, а там, наоборот, хорошо.М. Немиров, «Русский Журнал», 2011

## Участники
В число членов товарищества в разное время входили:
- М. А. Белозор — писатель, художник
- Ральф Вюрфель — славист, фольклорист, полномочный представитель Товарищества в ГДР
- А. В. Кисляков — художник
- Н. А. Константинов (1961—2006) — художник, музыкант
- В. Н. Кошляков — художник
- В. Э. Лисовский — соратник
- М. М. Немиров (1961—2016) — поэт, теоретик
- Гузель Салаватова — импресарио
- Ю. А. Палайчев — художник
- А. В. Сигутин — художник
- В. Р. Слепченко (1960—1991) — художник
- Л. А. Стуканов (1947—1998) — художник
- А. С. Тер-Оганьян — художник, вождь, теоретик, организатор всех побед
- С. А. Тимофеев (1959—1993) — художник, литератор, композитор, певец, работник телевидения
- Ю. Л. Шабельников — художник

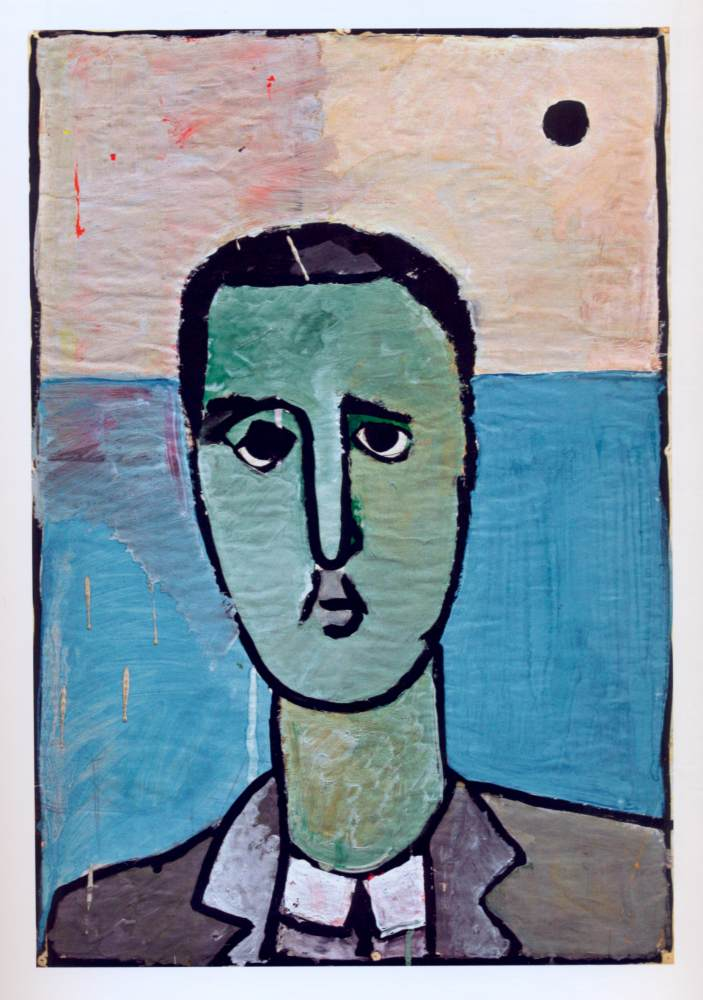
М. А. Белозор (А. Тер-Оганьян, 1981)
А. В. Кисляков, 2006
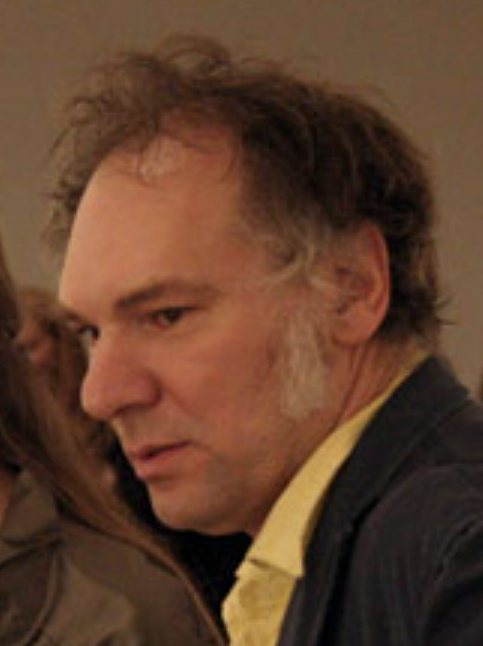
В. Н. Кошляков, 2009
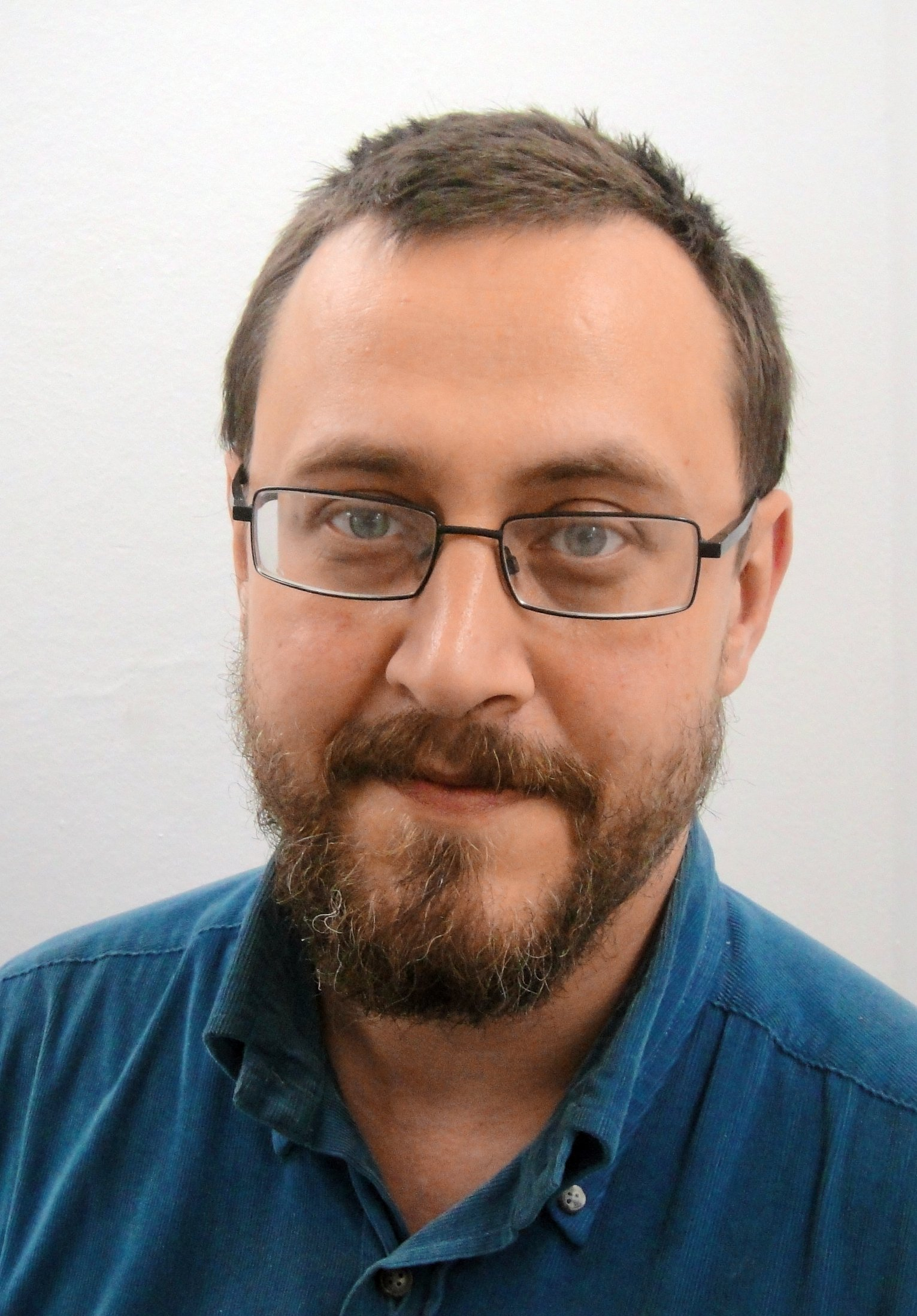
В. Э. Лисовский, 2010
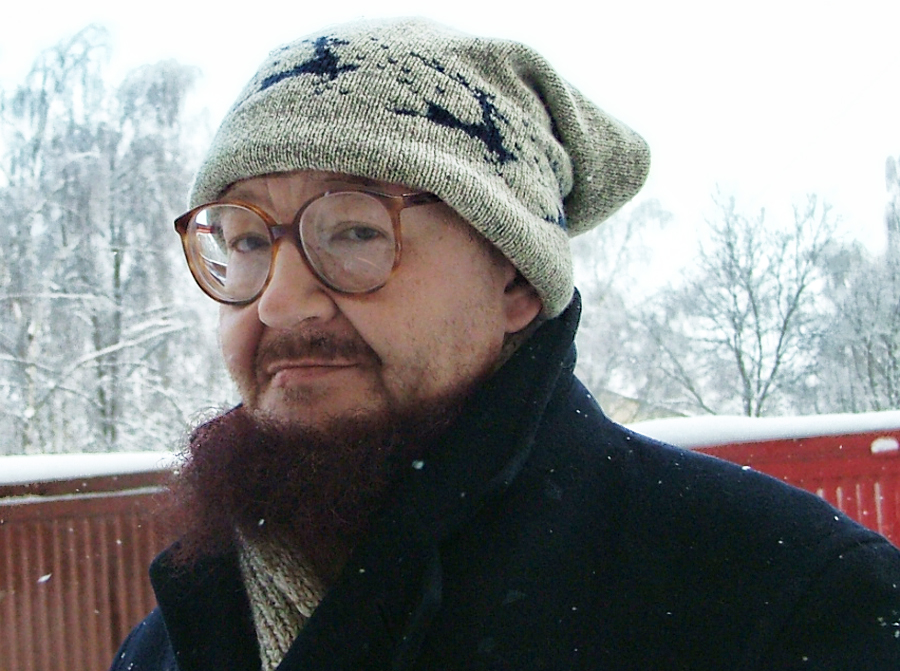
М. М. Немиров, 2010
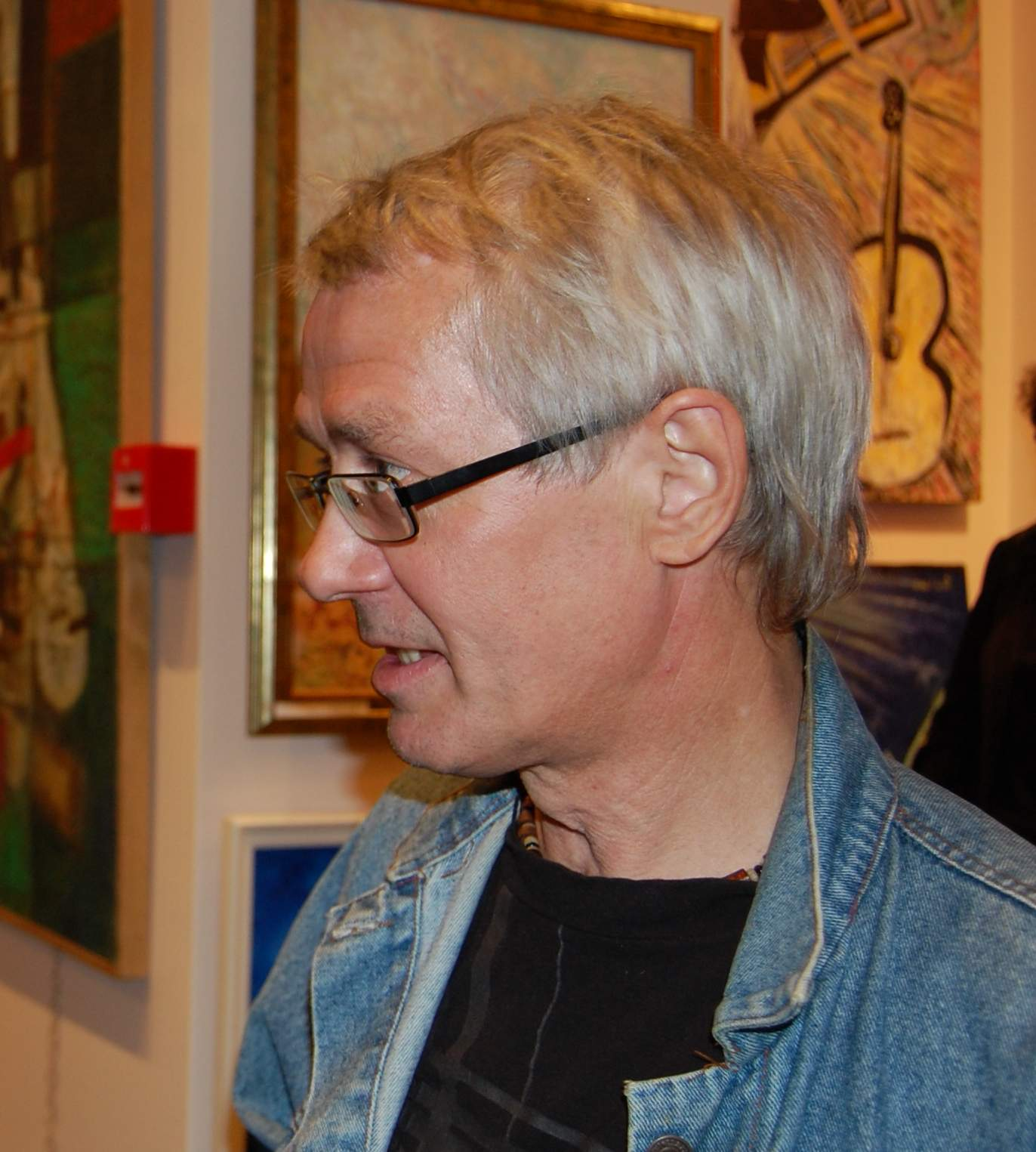
Ю. А. Палайчев, 2008
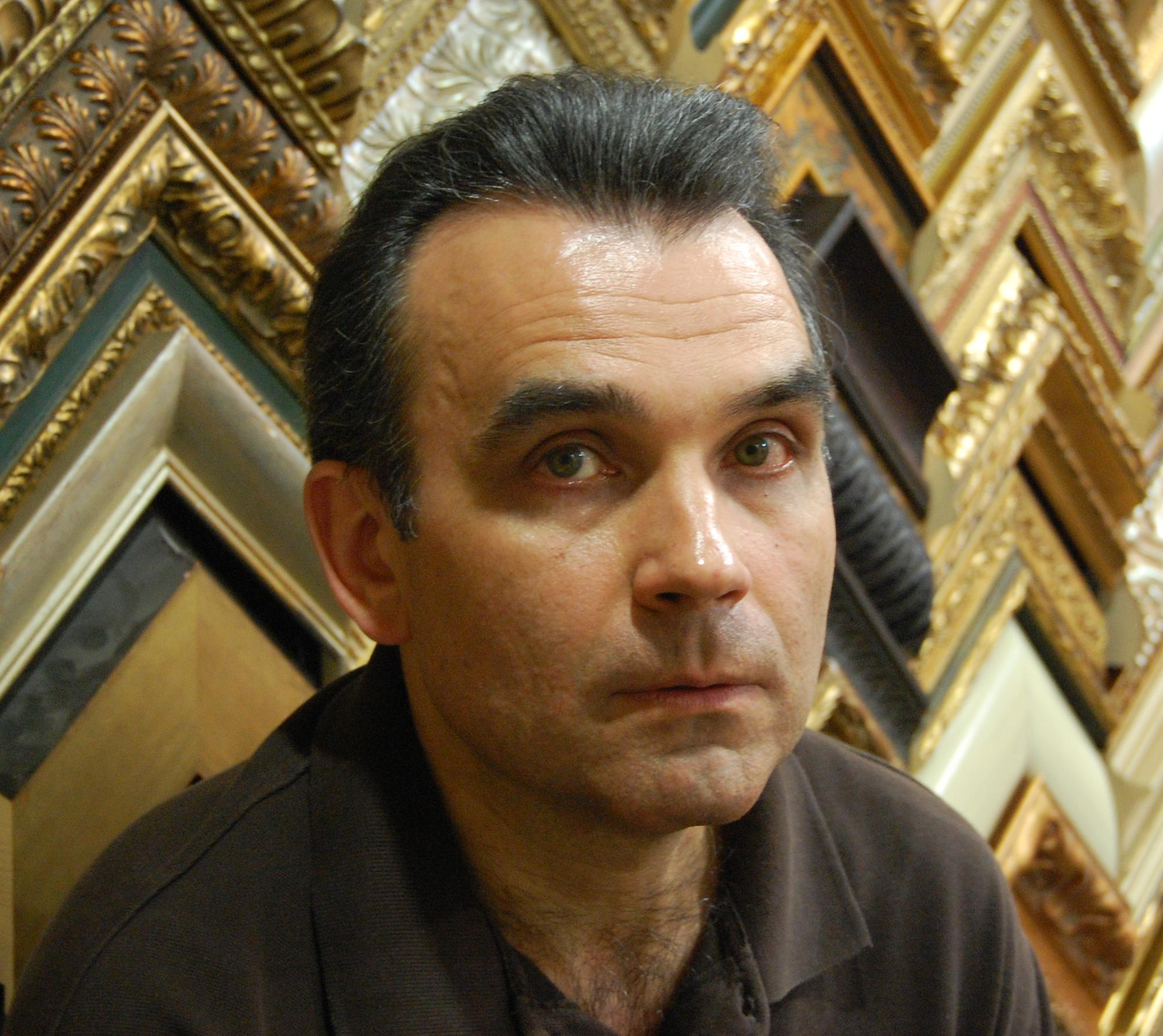
А. В. Сигутин, 2009
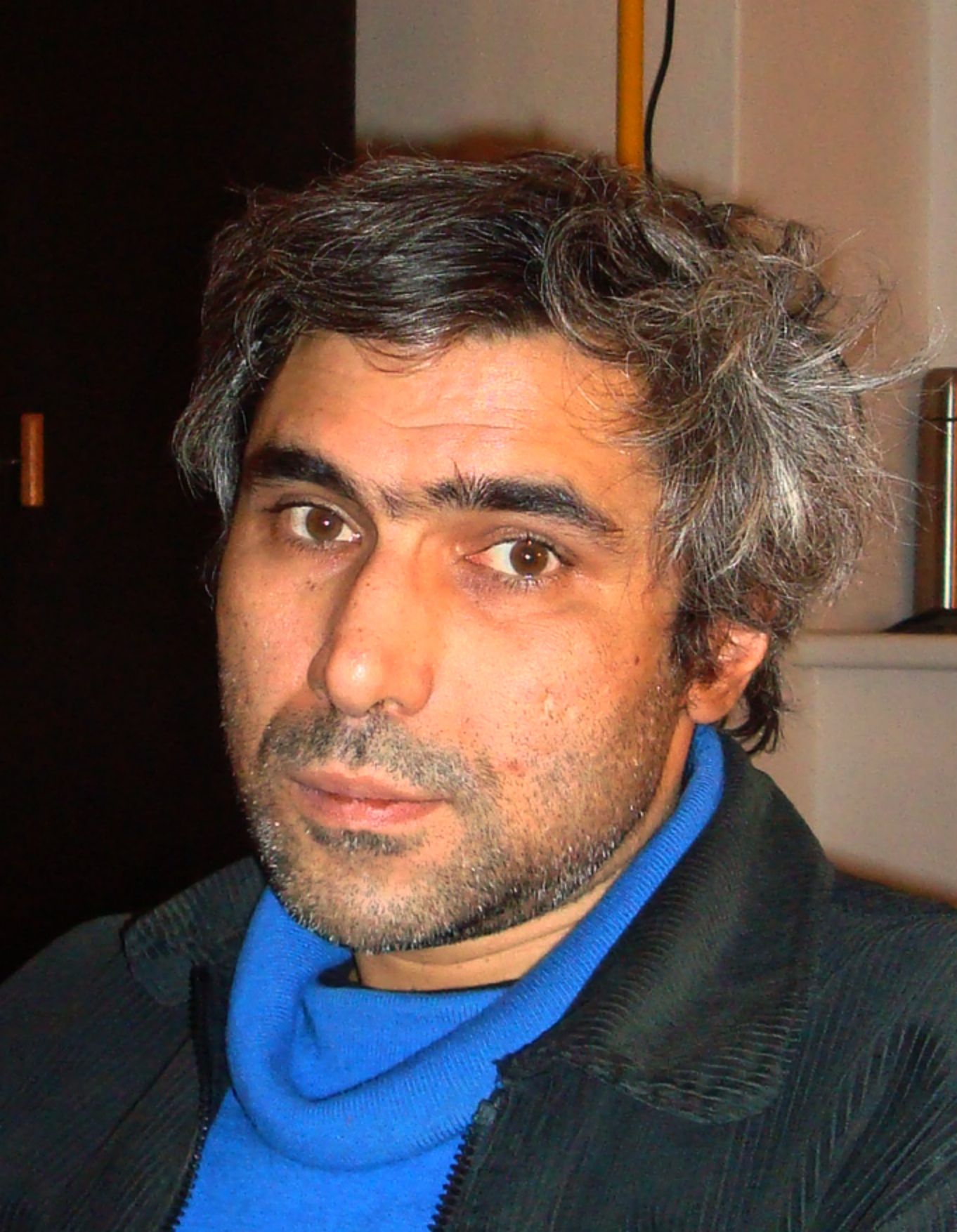
А. С. Тер-Оганьян, 2008
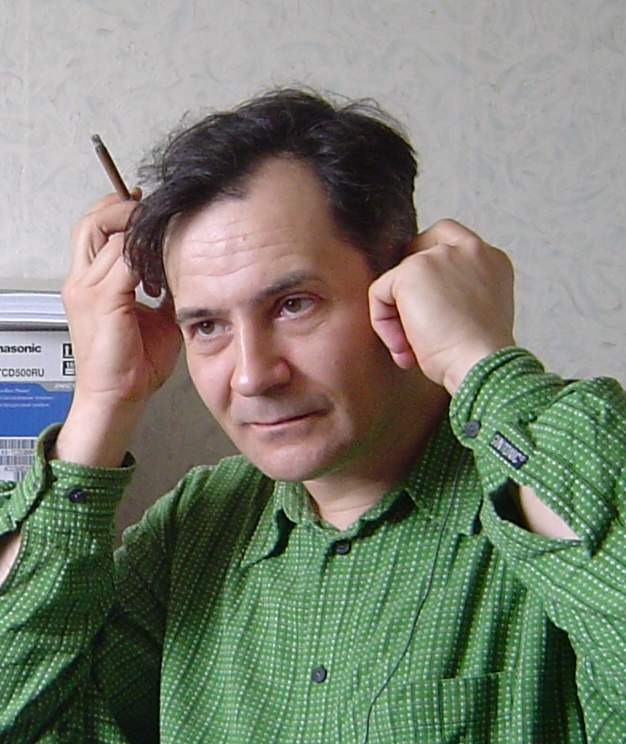
Ю. Л. Шабельников, 2005

## Выставки и акции товарищества
- 1988 — «Однодневная выставка». ДК завода «Прибой», Таганрог.[10][11]
- 1988 — «Жупел». Выставочный зал Союза художников на ул. Горького, Ростов-на-Дону.[11][12]
- 1988 — «Провинциальный авангард». Кооперативный туалет «Прогресс» (пер. Газетный — ул. Энгельса), Ростов-на-Дону.[13]
- 1989 — «Италия имеет форму сапога». Выставочный зал Союза художников на Набережной, Ростов-на-Дону.[14][15][16][17]
- 1989 — «Выставка, которая не считается, потому что все очень плохо». Фойе гостиницы «Юность», Москва.
- 1989 — «Праздник имени Великой Египетской царицы любви Клеопатры», Ростов-на-Дону.[18][19]
- 1990 — «Великие чародеи живописи». Выставочный зал в Пересветовом переулке, Москва.
- 1990 — «В ожидании отдыха». Выставочный зал на Петровских линиях, Москва.[20]
- 1990 — «За культурный отдых!». Выставочный зал «На Каширке», Москва.
- 1991 — «В субботний вечер». Бывший музей Ленина, Львов.
- 1992 — «Героическая / Живая сила». Ростовский областной музей изобразительных искусств, Ростов-на-Дону.
- 2006 — «Искусство или смерть. Двадцать лет спустя». Музей современного изобразительного искусства на Дмитровской, Ростов-на-Дону.[21][22][23]
- 2009 — «Товарищество „Искусство или смерть“». Государственный музей современного искусства, Москва.[24][25][26][27]